# CYP2J2
El citocromo P450 2J2 (CYP2J2) es una proteína que en los humanos está codificada por el gen CYP2J2. CYP2J2 es un miembro de la superfamilia de enzimas del citocromo P450. Las enzimas son oxigenasas que catalizan muchas reacciones implicadas en el metabolismo de fármacos y otros xenobióticos), así como en la síntesis de colesterol, esteroides y otros lípidos.

## Estructura de la proteína
El CYP2J2 contiene los siguientes dominios:
- Dominios de unión hidrofóbicos

- Motivo de unión a la membrana primaria del bucle FG (que contiene mutaciones no conservadoras)

La proteína también contiene un ancla N-terminal.

### Bucle FG
El bucle FG media la unión y el paso de sustratos, y su región hidrofóbica que contiene los residuos Trp-235, Phe-239 e Ille-236 permite que la enzima interactúe con las membranas celulares. Las mutaciones en los residuos hidrófilos en el bucle FG alteran el mecanismo de unión al cambiar la profundidad de inserción de la enzima en la membrana.

## Distribución en los tejidos
El CYP2J2 se expresa predominantemente en el corazón y, en menor medida, en otros tejidos como el hígado, el tracto gastrointestinal, el páncreas, los pulmones y el sistema nervioso central.

## Función
CYP2J2 se localiza en el retículo endoplásmico y se cree que es una enzima importante responsable de metabolizar los ácidos grasos poliinsaturados endógenos en moléculas de señalización. Metaboliza el ácido araquidónico a los siguientes epóxidos de ácido eicosatrienoico (denominados EET): 5,6-epoxi-8Z,11Z,14Z-EET, 8,9-epoxi-8Z,11Z,14Z-EET, 11,12-epoxi-5Z,8Z,14Z-EET y 14,15-epoxi-5Z,8Z,11Z-EET. CYP2J2 también metaboliza el ácido linoleico a ácidos 9,10-epoxi octadecenoico (también denominado ácido vernólico, ácido linoleico 9:10-óxido o leucotoxina) y 12,13-epoxi-octadecenoico (también denominado ácido coronario, ácido linoleico 12,13-óxido o isoleucotoxina); ácido docosahexaenoico a varios ácidos epoxidocosapentaenoicos (también denominados EDP); y ácido eicosapentaenoico a varios ácidos epoxieicosatetraenoicos (también denominados EEQ).
CYP2J2, junto con CYP219, CYP2C8, CYP2C9 y posiblemente CYP2S1 son los principales productores de EET y, muy probablemente, de EEQ, EDP y epóxidos de ácido linoleico.

## Estudios en animales
Estudios en modelos animales implican a los EET, EDP y EEQ en la regulación de la hipertensión, el desarrollo del infarto de miocardio y otros daños al corazón, el crecimiento de varios tipos de cáncer, la inflamación, la formación de vasos sanguíneos y la percepción del dolor; estudios limitados sugieren, pero no han demostrado, que estos epóxidos pueden funcionar de manera similar en humanos (consulte las páginas de ácido epoxieicosatrienoico, ácido epoxidocosapentaenoico y epoxigenasa). Los ácidos vernólico y coronario son potencialmente tóxicos y provocan insuficiencia orgánica múltiple y dificultad respiratoria cuando se inyectan en animales.

## Estudios humanos
Se obtuvieron muestras de tejido que contenían carcinomas de 130 sujetos y se analizaron para determinar la expresión de CYP2J2. Se observó una mayor detección de ARNm y proteína CYP2J2 en el 77 % de las líneas celulares de carcinoma de los pacientes. La proliferación celular fue regulada positivamente por CYP2J2 y además se demostró que CYP2J2 promueve la progresión tumoral. También hubo una mayor cantidad de ARNm de CYP2J2 en varios tipos de tumores, incluido el adenocarcinoma de esófago, el carcinoma de mama y el carcinoma de estómago, en comparación con el tejido normal circundante.
La sobreexpresión de CYP2J2 y sus efectos sobre las células carcinomatosas también son evidentes cuando los EET se administran de forma exógena, lo que sugiere un vínculo entre la producción de EET y la progresión del cáncer. Además, la progresión tumoral aumenta a un ritmo más rápido en las líneas celulares con sobreexpresión de CYP2J2 en comparación con las líneas celulares de cáncer de control.

## Importancia clínica
El CYP2J2 está sobreexpresado en varios tipos de cáncer, y la sobreexpresión forzada del CYP2J2 en líneas de células cancerosas humanas acelera la proliferación y protege a las células contra la apoptosis.
También se ha demostrado que los HETE y EET derivados de CYP2J2 contribuyen al funcionamiento adecuado del sistema cardiovascular y a la regulación de los sistemas renal y pulmonar en humanos. CYP2J2 se expresa fácilmente en los miocitos cardíacos y las células endoteliales de la arteria coronaria, donde se producen diversos EET. La presencia de EET relaja las células del músculo liso vascular al hiperpolarizar la membrana celular, lo que resalta la función antiinflamatoria protectora del CYP2J2 en el sistema circulatorio. Todavía existen conflictos en los estudios sobre los efectos de los EET en relación con el sistema cardiovascular. Las enzimas P450 han mostrado efectos tanto positivos como negativos en el corazón, y se ha demostrado que la producción de EET produce mecanismos de protección vascular y depresión vascular. La sobreexpresión de CYP2J2 mejora la activación de mitoKATP y se cree que confiere un beneficio fisiológico al alterar la producción de especies reactivas de oxígeno.

## Lectura adicional
- Scarborough PE, Ma J, Qu W, Zeldin DC (Feb 1999). «P450 subfamily CYP2J and their role in the bioactivation of arachidonic acid in extrahepatic tissues». Drug Metabolism Reviews 31 (1): 205-34. PMID 10065373. doi:10.1081/DMR-100101915.
- Capdevila JH, Falck JR, Harris RC (Feb 2000). «Cytochrome P450 and arachidonic acid bioactivation. Molecular and functional properties of the arachidonate monooxygenase». Journal of Lipid Research 41 (2): 163-81. PMID 10681399. doi:10.1016/S0022-2275(20)32049-6.
- Wu S, Moomaw CR, Tomer KB, Falck JR, Zeldin DC (Feb 1996). «Molecular cloning and expression of CYP2J2, a human cytochrome P450 arachidonic acid epoxygenase highly expressed in heart». The Journal of Biological Chemistry 271 (7): 3460-8. PMID 8631948. doi:10.1074/jbc.271.7.3460.
- Zeldin DC, Foley J, Ma J, Boyle JE, Pascual JM, Moomaw CR, Tomer KB, Steenbergen C, Wu S (Nov 1996). «CYP2J subfamily P450s in the lung: expression, localization, and potential functional significance». Molecular Pharmacology 50 (5): 1111-7. PMID 8913342.
- Zeldin DC, Foley J, Boyle JE, Moomaw CR, Tomer KB, Parker C, Steenbergen C, Wu S (Mar 1997). «Predominant expression of an arachidonate epoxygenase in islets of Langerhans cells in human and rat pancreas». Endocrinology 138 (3): 1338-46. PMID 9048644. doi:10.1210/endo.138.3.4970.
- Zeldin DC, Foley J, Goldsworthy SM, Cook ME, Boyle JE, Ma J, Moomaw CR, Tomer KB, Steenbergen C, Wu S (Jun 1997). «CYP2J subfamily cytochrome P450s in the gastrointestinal tract: expression, localization, and potential functional significance». Molecular Pharmacology 51 (6): 931-43. PMID 9187259. doi:10.1124/mol.51.6.931.
- Bylund J, Finnström N, Oliw EH (Jul 1999). «Gene expression of a novel cytochrome P450 of the CYP4F subfamily in human seminal vesicles». Biochemical and Biophysical Research Communications 261 (1): 169-74. PMID 10405341. doi:10.1006/bbrc.1999.1011.
- Gu J, Su T, Chen Y, Zhang QY, Ding X (Jun 2000). «Expression of biotransformation enzymes in human fetal olfactory mucosa: potential roles in developmental toxicity». Toxicology and Applied Pharmacology 165 (2): 158-62. PMID 10828211. doi:10.1006/taap.2000.8923.
- King LM, Ma J, Srettabunjong S, Graves J, Bradbury JA, Li L, Spiecker M, Liao JK, Mohrenweiser H, Zeldin DC (Apr 2002). «Cloning of CYP2J2 gene and identification of functional polymorphisms». Molecular Pharmacology 61 (4): 840-52. PMID 11901223. S2CID 27031365. doi:10.1124/mol.61.4.840.
- Matsumoto S, Hirama T, Matsubara T, Nagata K, Yamazoe Y (Nov 2002). «Involvement of CYP2J2 on the intestinal first-pass metabolism of antihistamine drug, astemizole». Drug Metabolism and Disposition 30 (11): 1240-5. PMID 12386130. S2CID 20029273. doi:10.1124/dmd.30.11.1240.
- Marden NY, Fiala-Beer E, Xiang SH, Murray M (Aug 2003). «Role of activator protein-1 in the down-regulation of the human CYP2J2 gene in hypoxia». The Biochemical Journal 373 (Pt 3): 669-80. PMC 1223548. PMID 12737630. doi:10.1042/BJ20021903.
- Pucci L, Lucchesi D, Chirulli V, Penno G, Johansson I, Gervasi P, Del Prato S, Longo V (2004). «Cytochrome P450 2J2 polymorphism in healthy Caucasians and those with diabetes mellitus». American Journal of Pharmacogenomics 3 (5): 355-8. PMID 14575523. S2CID 41947830. doi:10.2165/00129785-200303050-00006.
- Seubert J, Yang B, Bradbury JA, Graves J, Degraff LM, Gabel S, Gooch R, Foley J, Newman J, Mao L, Rockman HA, Hammock BD, Murphy E, Zeldin DC (Sep 2004). «Enhanced postischemic functional recovery in CYP2J2 transgenic hearts involves mitochondrial ATP-sensitive K+ channels and p42/p44 MAPK pathway». Circulation Research 95 (5): 506-14. PMID 15256482. doi:10.1161/01.RES.0000139436.89654.c8.
- Xiao YF, Ke Q, Seubert JM, Bradbury JA, Graves J, Degraff LM, Falck JR, Krausz K, Gelboin HV, Morgan JP, Zeldin DC (Dec 2004). «Enhancement of cardiac L-type Ca2+ currents in transgenic mice with cardiac-specific overexpression of CYP2J2». Molecular Pharmacology 66 (6): 1607-16. PMID 15361551. S2CID 17036714. doi:10.1124/mol.104.004150.
- Spiecker M, Darius H, Hankeln T, Soufi M, Sattler AM, Schaefer JR, Node K, Börgel J, Mügge A, Lindpaintner K, Huesing A, Maisch B, Zeldin DC, Liao JK (Oct 2004). «Risk of coronary artery disease associated with polymorphism of the cytochrome P450 epoxygenase CYP2J2». Circulation 110 (15): 2132-6. PMC 2633457. PMID 15466638. doi:10.1161/01.CIR.0000143832.91812.60.

- Datos: Q17911915